# ジュニアズ・ファーム
「ジュニアズ・ファーム」（原題:Junior's Farm）は、1974年にポール・マッカートニー&ウイングス（Paul McCartney & Wings）が発表した楽曲、及び同曲を収録したシングルである。

## 解説
1973年以来3人となっていたウイングスが、ギタリストのジミー・マッカロクとドラマーのジェフ・ブリトンを迎えて、1974年6月からナッシュヴィルでニュー・アルバムに向けてのリハーサル・セッションを行った際にレコーディングした、バンド通算9枚目のシングルである。コンピレーション・アルバム『ウイングス・グレイテスト・ヒッツ』と『オール・ザ・ベスト』（アメリカ盤のみ）及び『夢の翼〜ヒッツ&ヒストリー〜』に収録されているが、『夢の翼〜』にはエディット・ヴァージョンがセレクトされている。
元々はセッション中に6週間滞在していたテネシー州ウィルソン郡レバノンにある、カントリー・ミュージック・ソングライターのカーリー・プットマン所有の農場（ファーム）に触発され、ボブ・ディランの「マギーズ・ファーム」の息子（ジュニア）の話という発想で作られた。
チャートはイギリスで16位。アメリカでは「サリー・G」とともに両A面扱いとなり、ビルボード誌では、1975年1月11日に週間ランキングの最高位の第3位を獲得。ビルボード誌1975年年間ランキングは第88位。キャッシュボックス誌では、1月4日付けで最高位4位を獲得し、年間ランキング第92位を記録した。なお、ビルボード誌のシングルチャートでは最初「ジュニアズ・ファーム」とクレジットされてチャートを上昇していたが、6週目（1974年12月14日）10位の時に「ジュニアズ・ファーム／サリー・G」と変更され、下降中の17位の時に「サリー・G／ジュニアズ・ファーム」と変更、さらに同年2月1日には「サリー・G」単独名義で66位にチャートインし、39位まで上昇している。
B面収録の「サリー・G」は、ナッシュビル在住のセッション・ミュージシャンとともにレコーデイングされたカントリー・ミュージック調の楽曲である。
なお、ジェフ・ブリトンはこのシングルを発表した直後に脱退したため、彼が在籍していた時期の唯一のシングルである。また、ポールにとってアップル・レコードからリリースされた最後のシングルとなった。

## 収録曲
| #         | タイトル                                | 作詞・作曲                                    | 時間 |
| --------- | --------------------------------------- | --------------------------------------------- | ---- |
| 1.        | 「ジュニアズ・ファーム」(Junior's Farm) | ポール・マッカートニー リンダ・マッカートニー | 4:23 |
| 2.        | 「サリー・G」(Sally G)                  | ポール・マッカートニー リンダ・マッカートニー | 3:40 |
| 合計時間: | 合計時間:                               | 合計時間:                                     | 8:03 |

## 演奏者

### ウイングス
- ポール・マッカートニー - リード & バッキング・ボーカル、ベースギター (#1)、アコースティック・ギター (#2)
- リンダ・マッカートニー - バッキング・ボーカル、キーボード (#1)
- デニー・レイン - バッキング・ボーカル、エレクトリック・ギター (#1)
- ジミー・マカロック - バッキング・ボーカル、エレクトリック・ギター (#1)、アコースティック・ギター (#2)
- ジェフ・ブリトン - ドラムス

### ゲスト
- ロイド・グリーン - ドブロ・ギター (#2)、ペダル・スティール・ギター (#2)
- ボブ・ウィルス - ヴァイオリン (#2)
- ジョニー・ギンブル - ヴァイオリン (#2)